# Village-Arboretum de Vernet Les Bains
El Arboreto de la Aldea de Vernet Los Baños (en francés : Village arboretum de Vernet-les-Bains) es un arboretum plantado por toda la aldea de Vernet-les-Bains, Francia.

## Localización
El arboreto está disperso por las calles de Vernet-les-Bains, al pie del Canigó.
Village arboretum de Vernet-les-Bains, Vernet-les-Bains, Pyrénées-Orientales, Languedoc-Roussillon, France-Francia. 
Está abierto a diario todo el año al público en general y sin pagar ninguna tarifa de visita.

## Historia
Los principios del Arboretum se pueden remontar a una inundación devastadora que ocurrió en 1940, y las subsiguientes plantaciones de una gran variedad de árboles en los años 60 durante los trabajos de restauración ambiental efectuados. 
En 1992 la escuela primaria local emprendió un proyecto para identificar las especies del árboles existentes en la ciudad, que llevó a una concesión de un premio en 1994 por la Fondation Yves Rocher. 
En 1996 el municipio crea oficialmente el "arboretum de la aldea", con una declaración de fe que proporciona (entre otras cosas) que para cada niño nacido en ciudad, los padres plantarán el árbol de su hijo. 

## Colecciones
Actualmente el arboreto contiene más de 2.000 especímenes identificados de árboles, de los cuales unos 1000 llevan su correspondiente placa identificativa, representando 274 taxones. 
La ciudad se divide en secciones, cada una de 100 m² en área, con una señal identificativa para cada uno de los árboles en esa sección. 
Para conocer el arboreto, se proposen tres itinerarios botánicos diferentes:
- El Circuito Clásico: paseo por el corazón del pueblo siendo de destacar sobre todo, las especies centenarias del Parc Charles Trenet.

- El Circuito de las Coníferas: en este es de destacar una Sequoia gigante.

- El Jardín de invierno: creado a finales de siglo XIX donde se destaca un bosquete de Mimosas.